# Bad Schandau
Bad Schandau (en alemany: [baːt ˈʃandaʊ] i; en alt sòrab: Žandow) (Bad significa Spa en alemany) és una ciutat balneari d'Alemanya, al districte de Sächsische Schweiz-Osterzgebirge de Saxònia. Està situada a la riba dreta de l'Elba, a la desembocadura de la vall del Kirnitzsch, a la zona anomenada Suïssa Saxona. Acull el Centre administratiu del Parc Nacional de la Suïssa Saxona. El centre de la ciutat es troba a 121,7 metres sobre el nivell del mar (plaça del mercat), mentre que els seus punts més alts es troben a més de 400 metres sobre el nivell del mar. Una línia de tramvia rural, la Kirnitzschtal Tramway, acompanya el riu durant diversos quilòmetres i ofereix accés a la zona d'excursionisme propera. Bad Schandau es troba a uns 6 quilòmetres de la frontera txeca i a 33 quilòmetres al sud-est de Dresden.

## Història
La primera menció escrita de Schandau va ser el 1445, i el 1467 va rebre l'estatus de ciutat. Des del 1800 Scahndau és una ciutat balneari. El 1877 es construí el pont Carolabrücke sobre el riu Elba. El 1920 va rebre el títol oficial de 'Bad'. Des del 1936 és un spa Kneipp.
També pertanyen al balneari els municipis antigament independents d'Ostrau, Postelwitz, Porschdorf, Prossen, Schmilka, Waltersdorf, situats a la riba dreta de l'Elba, i Krippen, l'únic situat a la riba esquerra. Des de 1905 hi ha una atracció interessant i útil, l'ascensor elèctric de passatgers de Bad Schandau.
Construït el 1898, el tramvia Kirnitzschtal, recorre 8 quilòmetres des de Bad Schandau fins a la cascada de Lichtenhain.
Les inundacions de l'Elba van afectar greument Bad Schandau els anys 1845, 2002 i 2006. L'aigua de la inundació el 16/17 d'agost de 2002 es va situar a 9,78 metres per sobre de la mitjana, 4,28 metres per sobre de la plaça del mercat i 3,46 metres d'alçada a l'església. La cota d'aigua alta era 4 centímetres per sota de la de 1845. El 3 d'abril de 2006, es va assolir una cota d'aigua alta de 6,78 metres i 1,28 metres per sobre de la plaça del mercat.

## Galeria d'imatges

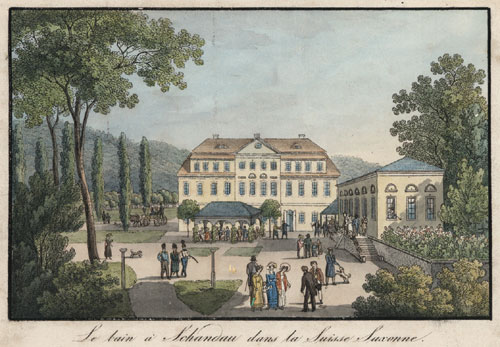
L'spa cap el 1820
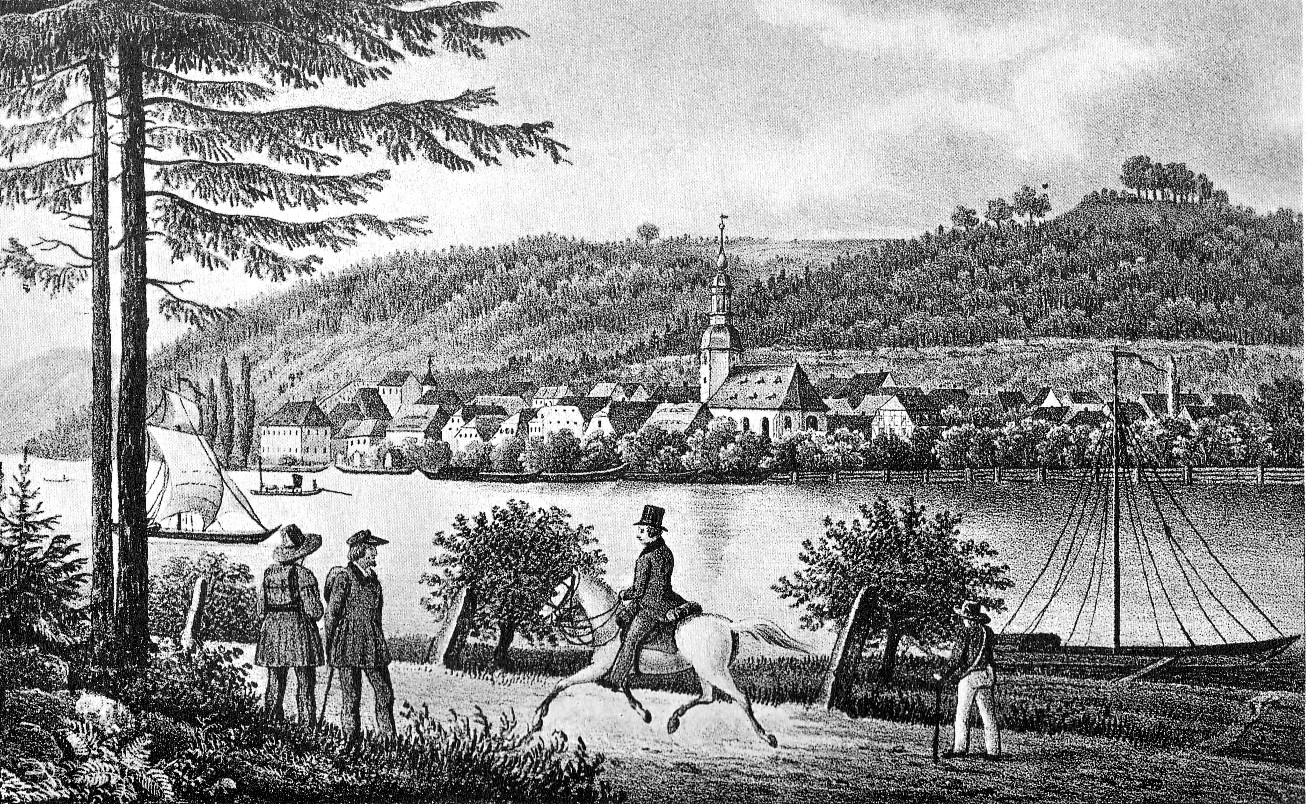
Bad Schandau el 1850
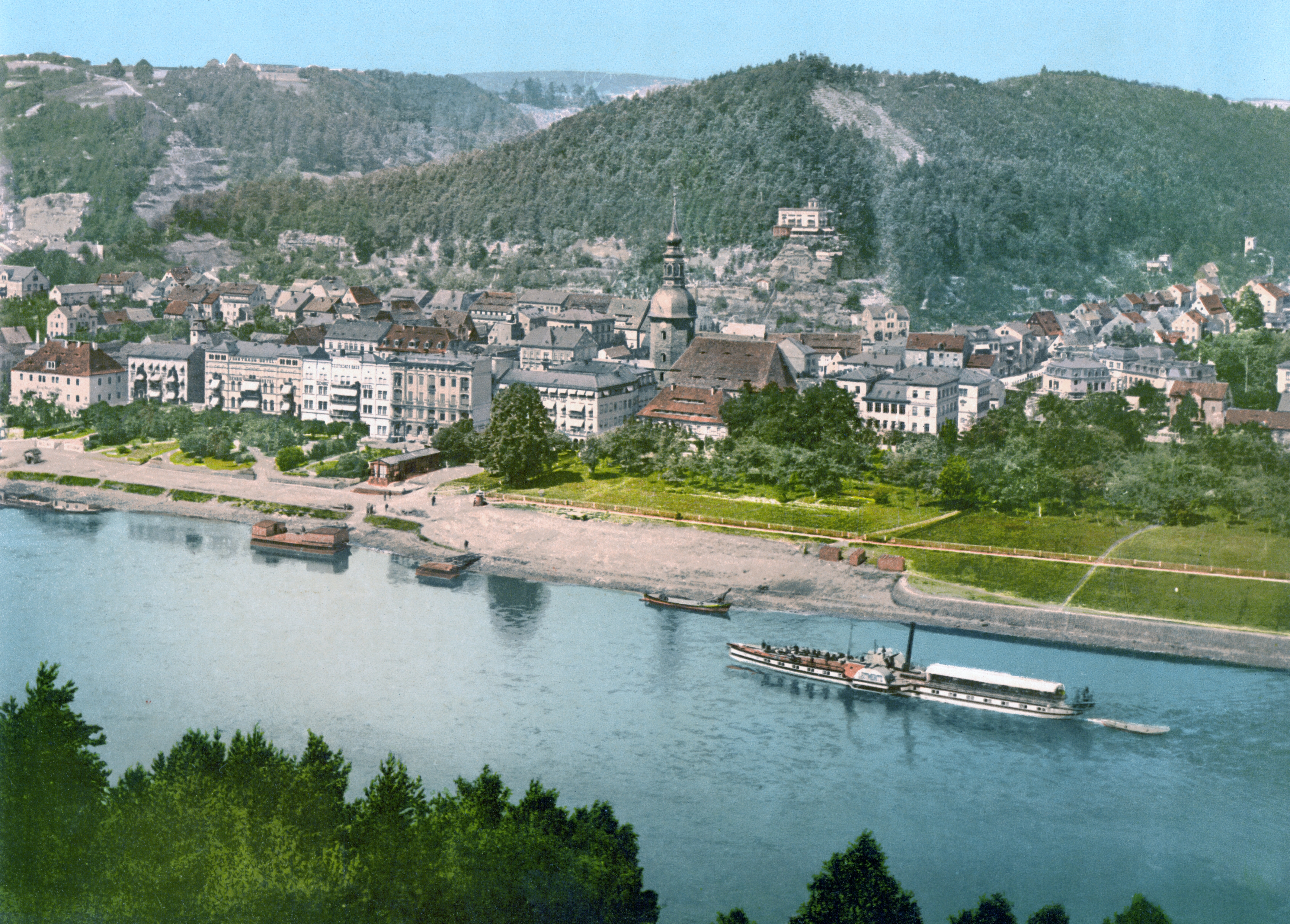
Bad Schandau cap el 1900
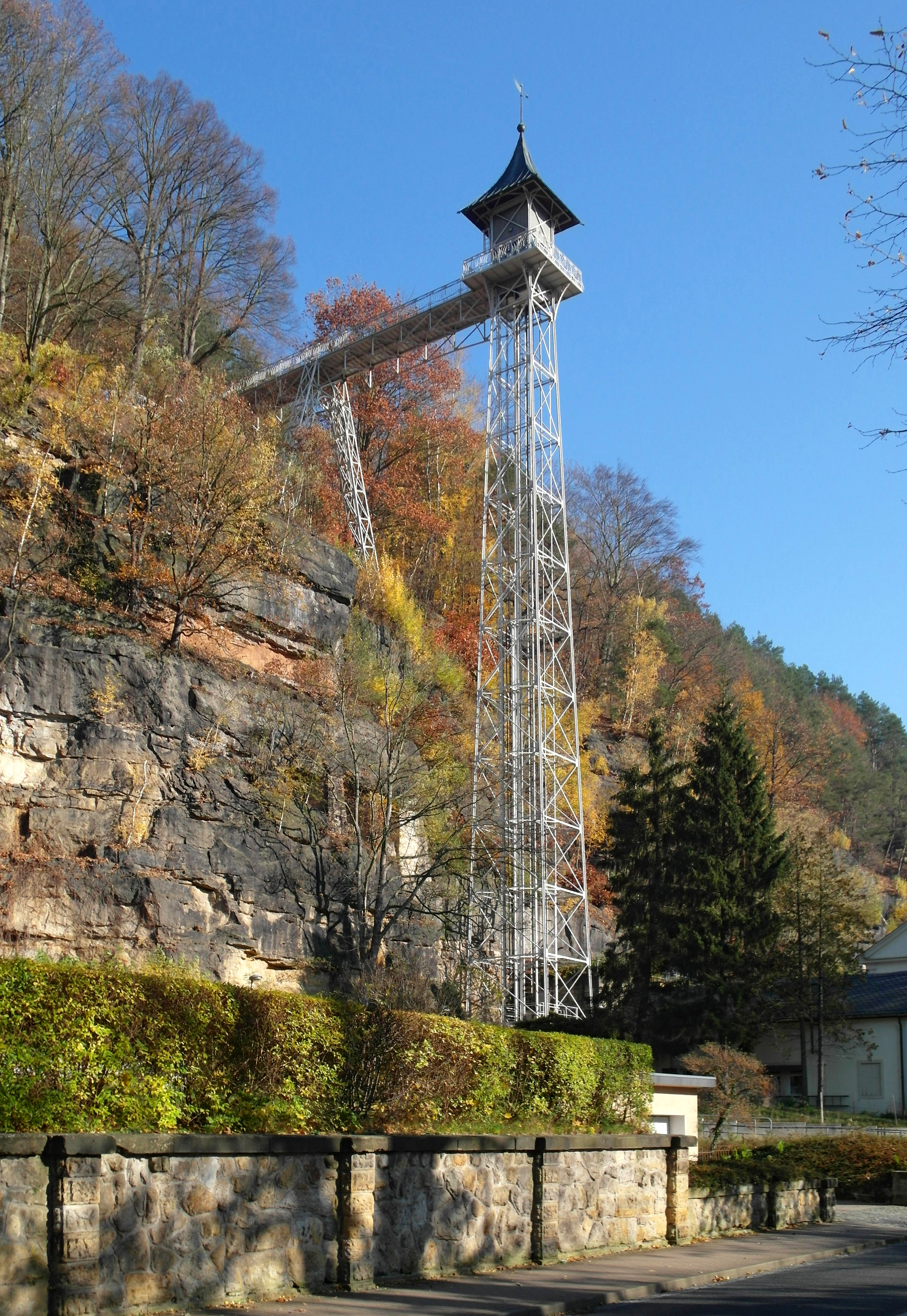
Ascensor de Bad Schandau
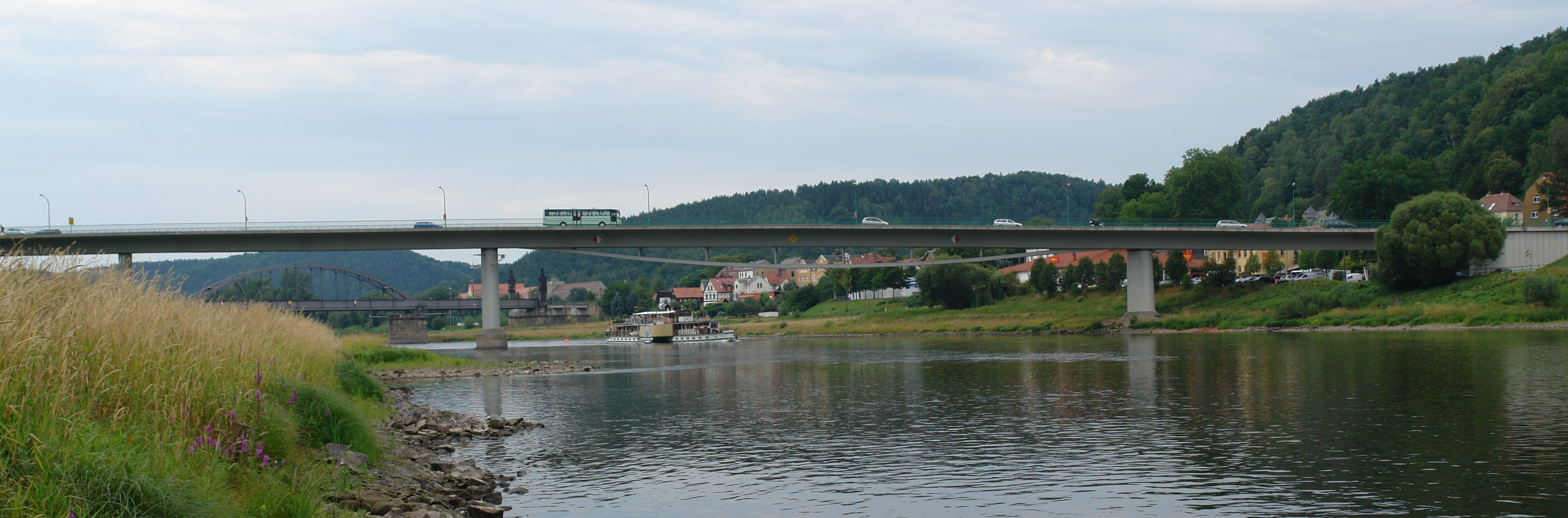
Pont de carretera i darrere el pont Carolabrücke
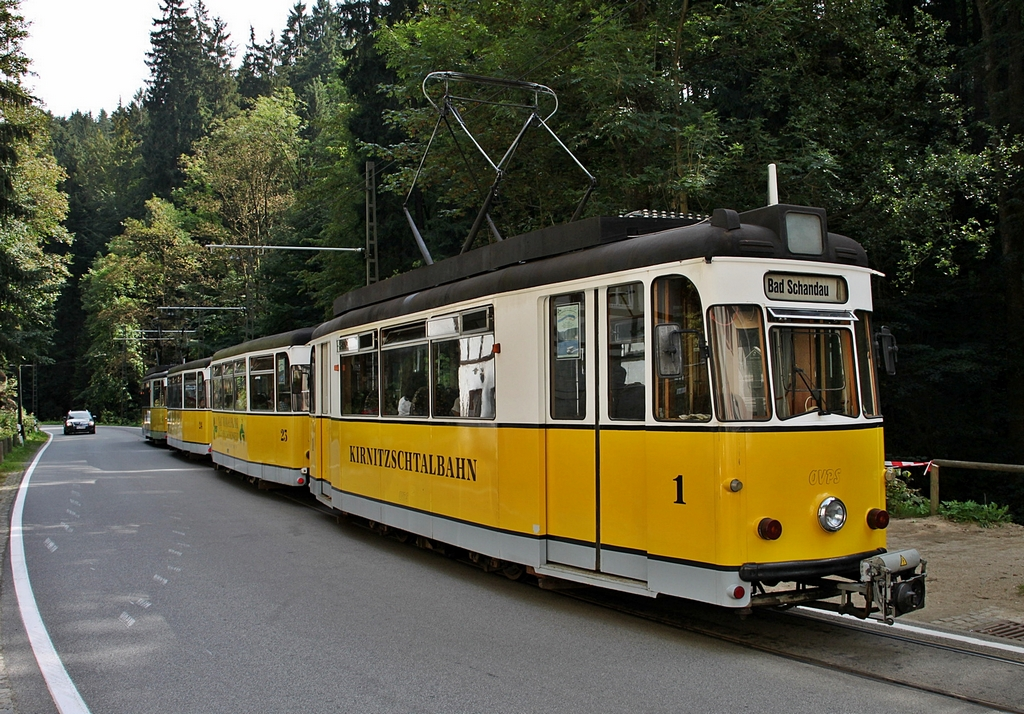
Tramvia Kirnitzschtal